# Diana Rigg
Diana Rigg DBE (n. 20 iulie 1938, Doncaster, Anglia, Regatul Unit – d. 10 septembrie 2020, Londra, Anglia, Regatul Unit) a fost o actriță de naționalitate engleză.

## Filmografie selectivă

### Cinema
- 1968 În slujba Majestății Sale (On Her Majesty’s Secret Service), regia Peter R. Hunt
- 1982 Crimă sub soare (Evil Under the Sun), regia Guy Hamilton
- 2006 Vălul pictat (The Painted Veil), regia John Curran

### Televiziune
- 1965–1968	Răzbunătorii (The Avengers): Emma Peel	(51 episoade)
- 2013–2017: Urzeala tronurilor (Game of Thrones): Lady Olenna Tyrell (18 episoade)